# 10 000 (nombre)
Pour les articles homonymes, voir 10 000.
10 000 (dix mille) est la notation décimale positionnelle de l'entier naturel qui suit 9 999 (neuf mille neuf cent quatre-vingt-dix-neuf) et qui précède 10 001 (dix mille un).
Les textes de grec ancien utilisent le mot « myriade » pour 10 000, souvent dans un sens figuré pour signifier un grand nombre indéfini.

## Notation
- En notation scientifique, il est écrit sous la forme 104 ;
- Il est aussi écrit 1 E4 ;
- Le grec classique utilisait les lettres de l'alphabet grec pour représenter les chiffres grecs : il utilisait la lettre capitale mu (M) pour représenter 10 000, dont le nom en grec est myriade ;
- 1040 000 = 10 00010 000 : la valeur d'une myriade à la puissance de lui-même, écrit (par le système d'Apollonios de Perga) comme un petit M directement au-dessus d'un M plus grand.
- Le caractère ↂ est une ancienne ligature des caractères ⅭⅭⅠƆƆ utilisée dans certains textes des XVe et XVIe siècles pour représenter le nombre 10 000 ;
- Myria est un préfixe obsolète qui notait un facteur de 10+4, dix mille ou 10 000 ;
- Décimilli est un préfixe obsolète qui notait un facteur de 10−4 ou un dix-millième.
- Une myriade est un nom en grec classique et en anglais pour le nombre 104 = 10 000 ou un groupe de 10 000 personnes, etc. En hébreu, en chinois, en japonais et en coréen, il existe des mots avec le même sens classique. Les systèmes de numération chinois, coréen et japonais comptent les grands nombres par puissances de 10 000 et non, comme les langues occidentales, par puissances de 1 000 ;

## Propriétés mathématiques
10 000 est :
- Le carré de 100 ;
- La racine carrée de 100 000 000.
- Un myriagone est un polygone à 10 000 côtés ;

## Grandeurs physiques
- 10 km, 10 000 m, ou 1 E4 m est égal à :
  - 6,2 miles ;
  - Le côté d'un carré d'aire de 100 km2 ;
  - Le rayon d'un cercle d'aire de 314,16 km2.
- 10 000 hertz, 10 kilohertz ou 10 kHz du spectre des fréquences radio tombe dans les très basses fréquences ou la bande VLF et possède une longueur d'onde de 30 kilomètres ;
- Dans les ordres de grandeur pour les vitesses, la vitesse d'un neutron rapide est de 10 000 km/s ;
- Dans les ordres de grandeur pour les volumes, le volume 10 000 kilomètres cubes égale 1 × 1013 m3. Le lac Supérieur contient 12 232 kilomètres cubes (km3) d'eau.
- 10 000 mètres carrés est un hectare.
- En génie logiciel les puissances de dix mille sont une technique pour parcourir un très grand espace, le macroscope, impliquant de prendre un dispositif visuel des puissances de dix, de le composer, en utilisant la capacité de l'ordinateur pour combiner, changer et afficher les images interactivement[1],[2];

## Nombre d'objets
- En anatomie, chaque neurone dans le cerveau humain est estimé être connecté à 10 000 autres ;
- En zoologie, il existe approximativement 10 000 espèces d'oiseaux.
- En géographie :
  - Le Pays des 10 000 lacs est le surnom de l'État du Minnesota ;
  - Le Pays des 10 000 pistes fut créé à l'origine en 1999 par la TN/KY Lakes Area Coalition. Cette organisation se compose d'individus du Tennessee occidental et du Kentucky occidental qui avaient un intérêt à voir le tourisme croître en développant des pistes à travers leur région[3] ;
  - Les Dix-mille îles sont un archipel du golfe du Mexique au sud-ouest de la Floride ;
  - La vallée des Dix Mille Fumées en Alaska ;
- En informatique, la NASA qui construit un ordinateur Linux à 10 000 processeurs (il y en a en fait 10 240 processeurs) news NASA Project: Columbia.

## Numérotation et codes
- En astronomie :
  - Le numéro de l'astéroïde : (10000) Myriostos, dénomination provisoire : 1951 SY, date de la découverte : 30 septembre 1951 par A. G. Wilson : Liste des planètes mineures (9001-10000).
- En géographie :
  - Il n'y a pas de code postal américain (le ZIP Code) 10 000. Par contre, les ZIP Code 10001 jusqu'à 10 292 sont attribués à la ville de New York.
  - En France c'est le code postal de la ville de Troyes dans le département de l'Aube.

## Chronologie
- 10000 av. J.-C. ou le Xe millénaire av. J.-C.
- Dans le climat, Summary of 10,000 Years (résumé de 10 000 ans) est une des nombreuses pages du Climate Timeline Tool : Exploring Weather & Climate Change Through the Powers of 10 (l'outil d'échelle du temps climatique : exploration du temps et des changements climatiques à travers les puissances de 10) sponsorisé par le National Climatic Data Center de la National Oceanic and Atmospheric Administration américaine[4]
- En géologie, une liste des plus grandes éruptions volcaniques dans les 10 000 dernières années[5]
- L'exclamation Banzai ! en chinois, japonais et coréen, utilisée pour bénir les empereurs, signifie littéralement « vie pour dix mille ans »
- L'horloge de l'année 10000 est une horloge mécanique conçue pour conserver le temps pour 10 000 ans
- Le premier janvier de l'an 10000 sera un samedi[6]
- Le problème de l'année 10000 est le nom collectif de tous les bugs de logiciels potentiels qui feront surface lors du besoin d'exprimer les années avec cinq chiffres (l'équivalent du Bug de l'an 2000)
- En futurologie, de Visions du futur : la librairie de 10 000 ans, par Stewart Brand. Beaucoup des informations du passé — aussi bien que du présent — sont en danger ou perdues pour toujours. Les chambres fortes souterraines dans la roche et un musée construit autour d'une horloge de l'année 10000 sont certaines des idées pour s'assurer que des informations vitales survivront aux suppressions futures des civilisations[7]

## Histoire
- L'armée des dix mille était un groupe de mercenaires dans la Grèce antique, enrôlé par Cyrus le Jeune, qui marcha contre le roi de Perse Artaxerxès II ;
- La déesse peut apparaître comme la "Dame aux dix mille noms", comme l'était Isis qui était appelée Isis aux dix mille noms ;
- La tombe des dix mille soldats - défaite de l'armée de la dynastie Tang de Chine dans le royaume de Nanzhao en 751.
- Les dix mille martyrs, de L'encyclopédie catholique[8] ;
- Les immortels perses, aussi appelés les Dix mille ou les 10 000 immortels, nommés ainsi parce que leur nombre de 10 000 était immédiatement rétabli après chaque perte ;
- L'armée des 10 000 troupes des soixante jours, 1862-1863. Guerre de Sécession[9] ;
- La guerre des 10 000 jours : Viêt Nam par Michael MacLear  (ISBN 978-0-312-79094-3) aussi intitulé La guerre des dix mille jours : Viêt Nam, 1945-1975 (10000 jours équivaut à 27,4 ans) ;

## Arts

### Peinture
- Les Dix mille Suppliciés de Nicomédie, tableau peint vers 1497-98 par Albrecht Dürer ;
- Xénophon, lors de sa retraite avec les "Dix Mille", le premier à voir la mer, peint par Benjamin Haydon.

### Littérature
- Man'yōshū (万葉集), « Collection des dix mille feuilles ») est la collection existante la plus ancienne et la plus révérée de poésie japonaise.
- Dix mille lieues dans les airs est un roman d'aventures de l'écrivain allemand Otfrid von Hanstein paru en 1927 ;

### Musique
- 10,000 Maniacs est un groupe américain de rock, formé en 1981 ;
- 10 000 Hz Legend est le troisième album du groupe de musique électronique français Air, sorti en 2001 ;

### Cinéma
- Dix mille chambres à coucher (titre original : Ten Thousand Bedrooms) est un film américain réalisé par Richard Thorpe, sorti en 1957 ;
- Les Dix mille soleils est un film hongrois réalisé par Ferenc Kósa, sorti en 1967 ;
- Dix mille ans de cinéma est un film documentaire franco-congolais réalisé en 1991 ;
- 10 000 (titre original 10,000 BC) est un film américain d'aventure réalisé par Roland Emmerich, sorti le 7 mars 2008 aux États-Unis.

## Numismatique
- Le nouveau billet de 10 000 dinar irakien qui a le portrait de Abu Ali Hasan Ibn al-Haitham (connu sous le nom de Alhazen) sur le recto et le minaret Hadba sur le verso[10]. L'ancien billet avait un portrait de Saddam Hussein et le minaret en spirale Samarra[11] ;
- Le billet japonais de 10 000 yen qui a le portrait de Fukuzawa Yukichi ;
- Le billet américain de 10 000 dollars qui a un portrait d'Andrew Jackson ou de Salmon P. Chase ;
- Il y a eu aussi en France des billets de 10 000 francs :
  - 10 000 francs Génie français, en circulation de 1950 à 1959,
  - 10 000 francs Bonaparte, en circulation de 1956 à 1960.

## Jeux
- Chacune des neuf tuiles de Mah-jong (1 à 9) représente dix mille (wan) pièces ou une centaine de chaînes de cent pièces ;
- Un ko de dix mille ans est une formation particulière de ko dans le  jeu de go (ainsi nommé parce qu'aucun joueur n'a intérêt à le déclencher)[12].
- Un jeu de dés s'appelle le 10 000 : le but est de faire 10 000 points.
- Dans les jeux télévisés, la pyramide à 10 000 $ qui dura à la télévision de 1973 à 1974 ;

## Sports
- En athlétisme, le 10 000 mètres, 10 kilomètres, 10 km ou 10K (6,2 miles) est une course de fond et une course sur route. C'est aussi une distance dans d'autres disciplines comme la course à pied, le cyclisme et le ski. Exemple : Statesman Capitol 10,000 ;
- En cyclisme, le Tour des 10 000 lacs annuel à Minneapolis, Minnesota[13].
- Dans la forme physique, le programme des 10 000 pas est un exercice de marche et un programme de santé. Marcher 10000 pas est approximativement équivalent à marcher 5 miles (8 km)[14] ;

## Autres domaines
- Le musée des 10 000 choses merveilleuses est à Londres ;
- Le Monastère des Dix Mille Bouddhas, est un temple bouddhiste situé à Sha Tin dans les Nouveaux Territoires à Hong Kong ;
- En philosophie, Lao Tseu a écrit à propos des "dix mille choses" dans le Tao Tö King. Dans le bouddhisme Zen, les "10000 choses" est un terme signifiant l'ensemble de la réalité phénoménale[15] ;
- En psychologie, Ten Thousand Dreams Interpreted (Dix mille rêves interprétés), ou qu'est-ce qu'il y a dans un rêve : scientifique et pratique, par Miller, Gustavus Hindman (1857-1929). Projet Gutenberg download ;
- Dix Mille Villages est un programme non lucratif américain qui fournit un revenu essentiel et juste aux peuples du tiers-monde en vendant leurs ouvrages et en racontant leurs histoires en Amérique du Nord[16] ;
- Les 10 000 amis de Pennsylvanie est une alliance d'organisations et de comités individuels pour promouvoir les politiques d'usage de la terre et les actions qui permettront de renforcer ses diverses communautés urbaines, sub-urbaines et rurales et réduiront les friches urbaines ;
- Dans la finance, le 29 mars 1999, le Dow Jones clôtura à 10 006,78, ce qui fut la première fois où l'indice clôtura au-dessus de 10 000 points.
- (10000) Myriostos, astéroïde.